# Höörs landsfiskalsdistrikt
Höörs landsfiskalsdistrikt var 1918-1951 ett landsfiskalsdistrikt i Malmöhus län, bildat när Sveriges indelning i landsfiskalsdistrikt trädde i kraft den 1 januari 1918, enligt beslut den 7 september 1917. När Sveriges nya indelning i landsfiskalsdistrikt trädde i kraft den 1 januari 1952 (enligt kungörelsen 1 juni 1951) upplöstes distriktet och dess område delades mellan landsfiskalsdistrikten Eslöv och Hörby.
Landsfiskalsdistriktet låg under länsstyrelsen i Malmöhus län.

## Ingående områden
Den 1 januari 1939 bildades Höörs köping genom utbrytning ur Höörs landskommun. När Sveriges nya indelning i landsfiskalsdistrikt trädde i kraft den 1 oktober 1941 (enligt kungörelsen den 28 juni 1941) tillfördes Gudmuntorps landskommun från det upplösta Löberöds landsfiskalsdistrikt.

### Från 1918
Frosta härad:
- Bosjöklosters landskommun
- Fulltofta landskommun
- Höörs landskommun
- Munkarps landskommun
- Norra Rörums landskommun
- Södra Rörums landskommun

### Från 1939
Frosta härad:
- Bosjöklosters landskommun
- Fulltofta landskommun
- Höörs köping
- Höörs landskommun
- Munkarps landskommun
- Norra Rörums landskommun
- Södra Rörums landskommun

### Från 1 oktober 1941
Frosta härad:
- Bosjöklosters landskommun
- Fulltofta landskommun
- Gudmuntorps landskommun
- Höörs köping
- Höörs landskommun
- Munkarps landskommun
- Norra Rörums landskommun
- Södra Rörums landskommun